# 飛円美智浩
飛円 美智浩（とびまる みちひろ、1961年2月18日 - 没年不明）は、茨城県常陸太田市出身で宮城野部屋に所属した元力士。本名は澤幡 美智浩。身長176.5cm、体重90kg。最高位は西幕下2枚目。

## 経歴
茨城県立水戸農業高等学校相撲部に所属。1979年3月初土俵を踏む。1991年9月引退。軽量ながら幕下上位に定着していたが、ついに十両昇進はならなかった。
引退後の2015年8月、日本相撲協会主催の「第1回相撲指導適格認定証認定講習会受講者」に参加、講習と実技実習の後、筆記試験を受け、合格し、認定証を受けた。

## 成績
通算76場所262勝240敗23休

## 改名
- 沢幡美智浩→澤幡美智浩→常陸灘美智浩→沢幡幸宏→澤幡幸宏→飛円美智浩→澤幡幸宏→飛円重孝

## その他
自己最高位で迎えた1987年5月場所9日目に、十両の土俵に上がり市ノ渡三四四と対戦している。